# ジェシー・ロジャース
ジェシー・ロジャース（Jessie Rogers、1993年8月8日 - ）は、アメリカ合衆国を拠点とするブラジルのポルノ女優。

## 来歴
1993年8月8日、ブラジルで生まれた。7歳までブラジルに住み、その後アメリカに移住。カリフォルニア州サンフランシスコで育つ。2011年8月に18歳になった直後にアダルトエンターテイメント業界で働き始める前は、フーターズレストランで働いていた。2012年3月に豊胸手術を受ける。2012年12月に引退後はインフルエンサーとして活動していたが、2022年にポルノ
業界に復帰した。